# 小曼島
小曼島（英語：Calf of Man）是愛爾蘭海中的一個島嶼，面積618-英畝（250-公頃），位於曼島西南海岸。小曼島和曼島之間只隔有一條很窄的水道，島上只有兩個季節性居民。島上最高處位於西部，海拔126米（415英尺）。

## 外部連結
- Information about the Calf of Man （页面存档备份，存于）
- Calf of Man Bird Observatory

54°03′10″N 4°49′13″W / 54.05278°N 4.82028°W